# Paweł Leoniec
Paweł Leoniec (ur. 23 kwietnia 1921, zm. 26 grudnia 2017) – polski śpiewak operowy.

## Życiorys
Pochodził z Kresów. Przed nauką w Średniej Szkole Muzycznej w Szczecinie był zawodowym żołnierzem. Karierę sceniczną zaczynał w 1956 jako tenor w lubelskiej operetce, w latach 1957–1960 występując jako jej solista. W latach 1960–1973 był solistą Opery i Operetki (obecnie Opera Nova) w Bydgoszczy. W dorobku scenicznym miał między innymi role Jontka w Halce – Stanisława Moniuszki, Radamesa w Aidzie – Verdiego, Don Josego w Carmen – Bizeta, czy Pinkertona w Madame Butterfly i Cavaradossiego w Tosce – Giacomo Pucciniego. Za życia uznawany był za najlepszego tenora bohaterskiego w historii bydgoskiej sceny. 
Zmarł w nocy z 26 na 27 grudnia 2017 i został pochowany na cmentarzu przy ul. Wiślanej w Bydgoszczy.